# Bătălia de la Midway (film din 1942)
Bătălia de la Midway (în engleză The Battle of Midway) este un scurtmetraj documentar american din 1942, regizat de John Ford. Este un montaj de imagini color ale Bătăliei de la Midway cu diverși naratori, inclusiv Johnny Governali, Donald Crisp, Henry Fonda și Jane Darwell.